# Virofág
Virofágy (z latinského virus - jed a řeckého φάγειν fágein - jíst) jsou malé viry s dvouřetězcovou DNA, které pro infekci hostitele vyžadují spoluinfekci jiného viru. Spoluinfikující viry jsou obvykle obří viry. Virofágy se při vlastní replikaci spoléhají na replikační aparát spoluinfikujícího obřího viru. Jednou z vlastností virofágů je jejich parazitický vztah vzhledem ke spoluinfikujícímu viru; jejich závislost na replikaci obřího viru často vede až k deaktivaci spoluinfikujících obřích virů. (Tím se liší od ostatních satelitních virů, s jednořetězcovou RNA či DNA, které jsou pro spoluinfikující viry neškodné.) Virofág tak může zlepšit zotavení a přežití hostitelského organismu.

## Druhy
Dosud (konec r. 2024) je známo již několik desítek „druhů“ (mnoho z nich identifikovanýchpouhou genomovou sekvencí, proto oficiálně uznáno jen 11 druhů), náležících k několika společným vývojovým liniím.
První z virofágů, Sputnik, byl objeven ve virových částicích rodu Mamavirus, jehož hostitelem je améba Acanthamoeba polyphaga. Jeho velikost je 50 nm, genom má 18 343 bp a 3 geny pravděpodobně patřící Mamaviru. Jeho příbuzným by mohl být čtvrtý objevený virofág, Sputnik 2, objevený r. 2012 ve virech Lentille příbuzných rodu Mimivirus (náleží do stejné čeledi Mimiviridae). V jeho DNA jsou totiž fragmenty známé z virofágu Sputnik. Je unikátní tím, že může vsunout svou DNA do genomu svého hostitele. Obsahuje fragmenty DNA, nově nazvané transpovirony, které se chovají podobně jako transpozony v buněčných hostitelích. Sputnik 3 byl objeven v r. 2013. Do stejné vývojové linie patří i několik později objevených virofágů: Phaeocystis globosa virus virophage objevený v r. 2013, o rok později popsaný Zamilon, parazitující na obřím viru Mont1 (Mimiviridae), Zamilon 2, objevený v r. 2015, nebo Miers Valley soil virophage, odhalený r. 2014 v environmentálních vzorcích z antarktické půdy.
Druhým objeveným virofágem, ale odlišné vývojové linie než Sputnik, je Mavirus, který napadá Cafeteria roenbergensis virus (CroV), patogen dravého mořského bičíkovce Cafeteria roenbergensis. Genom má 19 063 bp a obsahuje retrovirové integrázy a DNA polymerázy B. Sekvence DNA je nejpodobnější eukaryotickým transpozonům, což by svědčilo pro jejich virový původ. Buňky si tak zřejmě snaží pomoci v boji proti CroV. Ke stejné linii patří později (2013) objevený Ace Lake Mavirus (ALM).
Třetí objevený virofág, Organic Lake virophage (OLV), odlišné vývojové linie než výše uvedené, byl objeven roku 2011 ve slaném antarktickém jezeře Organic Lake. Parazituje na virech Phycodnaviridae, napadajících řasy. Jeho průměr je ~100 nm a genom tvoří 26 421 bp. Do stejné skupiny patří i později (2013) objevené druhy skupiny Yellowstone Lake virophages (v r. 2017 je jich známo sedm: YLSV1 až YLSV7), jejichž kompletní genomy byly získány molekulární analýzou metagenomických sekvencí odebraných z Yellowstonského jezera, jakož i Dishui Lake virophages a Qinghai Lake virophage, metagenomickou analýzou objevené ve vzorcích z východočínského jezera Dishui v r. 2015, resp. Tibetského jezera Čching-chaj-chu v r. 2016.
V r. 2015 byl publikován objev nové, čtvrté vývojové linie virofágů, tzv. rumen virophages (RVP), nalezených molekulární analýzou v metagenomických sekvencích získaných z bachoru ovcí. Pravděpodobně parazitují na mimivirech. Vyznačují se několika odlišnostmi ve složení a unikátní stavbou, která naznačuje, že mohly vzniknout jako chiméry virofága a polintoviru.

## Systematika
Metagenomické analýzy umožnily od r. 2008, kdy byl objeven první virofág, identifikovat již stovky virofágových genomů. Protože k nim však absentovaly replikující izoláty, nebylo možno jejich objev klasifikovat v systému ICTV. 
Ještě k r. 2022 tak byly uznány pouze dva rody virofágů (uznané již v r. 2015), a sice rod Sputnikvirus se dvěma oficiálně uznanými druhy Mimivirus-dependent virus Sputnik (reprezentovaný virofágy Sputnik virophage 1, 2, 3) a Mimivirus-dependent virus Zamilon a rod Mavirus s jediným oficiálně uznaným druhem Cafeteriavirus-dependent mavirus (reprezentovaný kulturou Maverick-related virus strain Spezl), třebaže potřeba nových rodů byla stále více vyžadována.
V roce 2023 bylo uznáno nových pět rodů virofágů:
- Burquivirus reprezentovaný virofágem Yellowstone Lake Virophage 5;
- Essdubovirus reprezentovaný vzorkem izolátu Chlorella virophage SW01 závislém na obřím viru Chlorella Virus XW01;
- Invirovirus reprezentovaný vzorkem genomu IMG_VR_1276 získaného z jezera Lake Croche;
- Oviruvirus reprezentovaný vzorkem genomové sekvence RV_AUXO017923253.1 rumen virofágu získané z bachoru ovce v novozélandském Palmerston North;
- Panaquavirovirus reprezentovaný virofágem Qinghai Lake virophage.

Zároveň byla provedena reklasifikace virofágů (z původní jediné společné čeledi Lavidaviridae) a upreveno názvosloví jejich druhů na binomiální, viz níže.
Rodu Essdubovirus jsou fylogeneticky blízké (možná se stanou jeho součástí nebo součástí nadřazené čeledi Dishuiviroviridae) i virofágy Dishui Lake virophage 3, 4, 6, 7 a 8 a Yellowstone Lake Virophage 3.
Rodu Panaquavirovirus jsou fylogeneticky blízké  (možná se stanou jeho součástí nebo součástí nadřazené čeledi Omnilimnoviroviridae) virofágy Dishui Lake virophage 2, Organic Lake virophage a Yellowstone Lake Virophage 1, 4 a 6.
Yellowstone Lake Virophage 2 a Yellowstone Lake Virophage 7 jsou výrazně vzdálené genomům ostatních popsaných virofágů, zatím s nejasným zařazením.
Zatím není vyjasněné fylogenetické postavení (a není ani navržen nový rod) pro virofágy Dishui Lake virophage 1 a 5 ani pro nově genomickými sekvencemi identifikované virofágy (skupiny virofágů), tedy (k r. 2024 známé) Chrysochromulina parva virophages (Chrysochromulina parva virophage Curly, Larry a Moe), Guarani virophage, Lake Baikal virophages (Lake Baikal virophage 1 až 16) či Sissi virophage Algeria-2016.

### Aktuální podoba systému
Ke konci roku 2024 platila následující taxonomie uznaných druhů virofágů dle ICTV:  
Všechny známé virofágy jsou řazeny do společné třídy Maveriviricetes.
- Třída: Maveriviricetes
  - Řád: Divpevirales
    - Čeleď: Ruviroviridae
      - Rod: Oviruvirus (druh Oviruvirus palmerstonense)

  - Řád: Lavidavirales
    - Čeleď: Maviroviridae
      - Rod: Mavirus (druh Mavirus cafeteriae, dříve Cafeteriavirus-dependent mavirus)

  - Řád: Mividavirales
    - Čeleď: Sputniviroviridae
      - Rod: Sputnikvirus (druhy Sputnikvirus mimiviri, dříve Mimivirus-dependent virus Sputnik, a Sputnikvirus zamilonense, dříve Mimivirus-dependent virus Zamilon)

  - Řád: Priklausovirales
    - Čeleď: Burtonviroviridae
      - Rod: Burquivirus (druh Burquivirus flavolapense)

    - Čeleď: Dishuiviroviridae
      - Rod: Essdubovirus (druh Essdubovirus chlorellae)

    - Čeleď: Gulliviroviridae
      - Rod: Invirovirus (druh Invirovirus crochense)

    - Čeleď: Omnilimnoviroviridae
      - Rod: Panaquavirovirus (druh Panaquavirovirus qinghaense)

## Význam
Virofágy dokáží zprostředkovat horizontální přenos mezi viry, obdobně jako jiné viry mezi buňkami. Jelikož jsou pro své hostitele smrtící, slouží takřka jako pomocníci buněk v boji proti virům, které je napadají. Z hlediska léčby virových onemocnění jde o objev velice zajímavý, i když například medicínsky významné viry z čeledí Retroviridae nebo Orthomyxoviridae jsou příliš malé a nemohou proto sloužit jako hostitelé virofágů.